# Извор (област Перник)
Вижте пояснителната страница за други значения на Извор.
Изво̀р е село в Западна България. То се намира в община Радомир, област Перник.   

## География
Намира се на югозапад от град Радомир в северното подножие на Конявско-Милевската планинска група.
В близост до главния път София (50 km) – Кюстендил (39 km). Най-голямото село в южната част на Радомирската котловина. Съседни села: Кленовик (на изток), Дебели лаг (на запад), Углярци (на юг).
Името Извор идва от това, че в района му има много извори. Част от изворите са каптирани и захранват с питейна вода и съседни села. Най-голямата река, течаща в землището на селото, е Косматица с основен приток Негомийска река. Тя се влива в река Струма. На нея е изграден микроязовир „Извор“. Основен поминък на населението са земеделието и животновъдството, като главната част са частното и дребното земеделие. Има основи за развитието на туризъм, няколко паметника, църквата „Св. Троица“ – реставрирана, манастира „Св. св. Петър и Павел“ – в процес на реставрация, хижа „Момин кладенец“ и хижа „Ведрица“. До 1989 г. e развит първичният сектор на стопанството. Център на аграрно-промишлен комплекс. През 1980 е открит цех към завода за заваръчни машини „Кракра“ – гр. Перник. Цехът е приватизиран в началото на 90-те, като е под името „Малогабаритна заваръчна техника“ АД, с. Извор.

## История
Село Извор е средищно селище в Мраката, древно име на хубавия Радомирски край, многократно опожаряван през византийското и османското владичество. Дълго време този район е потъвал в мрак и пълно безмълвие. В началото на XIV век, през Второто българско царство, отношенията между Сърбия и България рязко се влошават. Цар Михаил Шишман заточва жена си Ана Неда, сестра на сръбския крал Стефан Дечански, и между тях започва безсмислена война. В нея загива и самият Шишман. Част от Мраката е завладяна и войната завършва с подписването на мирен договор на 02.08.1330 г. в крепостта Извор, която става и гранична крепост между България и Сърбия. Село Извор се споменава в турски регистър от 1479 г. Около 1860 г. е основано килийно училище. През 1955 г. към селото са присъединени с. Търновец (отбелязано в турски документи от 1576 г., като Търнилофча, Търниловец) и с. Канджулица, сега гара „Александър Димитров“, през 1957 г. Териториално към селото принадлежат и вилна зона „Извор“, махала „Пириница“ и махала „Хладни клисури“. До 1971 г. селото е център на селищна система.

## Религии
Цялото население е съставено от православни християни. В селото има манастир, който се казва „Св. св. Петър и Павел“ и се намира на 2 km над селото, в подножието на северните склонове на Конявска планина.

### Кратка история на манастира „Св. св. Петър и Павел“ (старо име Св. Дух)
Кога е съграден манастирът, колко обитатели е имал и кога е разрушен, нищо се не знае. По разкопките личи, че е имало големи сгради с просторни дворове и много имоти, че всичко това е било заграбено и усвоено от един турчин и преобърнато на чифлик. До 1876 г. съществували развалини от този манастир, само източната част от храма, св. Олтар, личала неразрушена, другите сгради около него са унищожени и опустошени, неизвестно кога, от турците.
Съвременници от турското владичество разказват, че бегът забранявал на богомолците да посещават тая светиня, поругана от неверния агарянец.
В манастира са намерени плочи, които били разрушени. По-късно хората ги залепили и те били на старобългарски, но ги превели на български и сега са в манастира.
В манастира се пази каменна плоча с надпис, счупена на две части. Надписът съобщава, че манастирът е възобновен в чест на 10 години от Руско-турската освободителна война от жител на село Търновец (в днешно време махала в селото).

## Обществени институции
- Кметство с. Извор
- Читалище „Отец Паисий“, разполагащо с библиотека, киносалон, зала за официални мероприятия.
- Основно училище „Иван Вазов“
- Поща
- Селска здравна служба
- Селскостопанска аптека
- Ветеринарна лечебница

## Културни и природни забележителности
- Манастир „Св. св. Петър и Павел“, който се реставрира.
- Църква „Св. Троица“, построена през 1860 г., със стенописи.
- В местността „Градище“ (развалини от тракийско селище) и пещера „Градището“ – с. Извор (с дължина 31 m).
- Читалище „отец Паисий“, основано през 1927 г. Развива активна дейност. Детски фолклорен ансамбъл „Изворче“, сурвакарска група.
- ОУ „Иван Вазов“ – училището съществува от 1861 г.
- Чешми с корита в местностите „Въртешките“, „Влашки извор“, „Изворието“.
- Хижа „Момин кладенец“ на 4 km от селото. Леглова база и хижар.
- Хижа „Ведрица“ на 12 km от селото и 8 km от хижа „Момин кладенец“. Намира се в защитена вековна гора – местността „Колош“. Там се намира растението ведрица (Fritilaria tenella L.), чието име носи хижата. Посещението на хижата става след предварителна заявка.
- Природна забележителност „Янкьовец“ (находище на диви божури и вековна дъбова гора) – 1:45 ч. от хижа „Момин кладенец“.
- Язовир „Извор“ на р. Косматица е частен и не може да се практикува риболов
- До язовира се намира лесопарк „Дружба“, на 1 km северозападно от с. Извор. Намира се на пътя София-Кюстендил-Скопие. Подходящ е за риболов. Зарибен е с бяла риба, мряна, скобар, клен и други сладководни риби. Посетителите на язовира могат да получат храна в хан „Хладни клисури“ и механа „Рибарска среща“, които се намират до шосето.
- Връх Колош (1314 m), най-високият върх на Колош планина, която е част от Конявско-Милевската планинска група. Намира се на 2:30 ч. от хижа „Момин кладенец“. При ясно време се открива панорамен изглед към планините Рила, Витоша, Голобърдо, Любаш планина и първенеца на Конявска планина – връх Виден (1487 m).

## Редовни събития
- Ежегодно сурвакане на Васильовден по стар стил.
- Второюнски събор.
- Отбелязва се историческата дата 9 септември.
- Отбелязва се Петровден с литургия на манастира,
- Ежегодно празнуване на Великден с литургия в църквата „Св. Троица“ и празник на площада на селото

## Личности
- Хайдут Миленко, боен съратник на небезизвестния Ильо войвода, жив изгорен от турците в съседното село Кленовик.
- Борис Бумбаров (1896 – 1959), български политик, министър на обществените сгради, пътищата и съобщенията
- Борис Манов (1922 – 2009), български партизанин, генерал-майор
- Владимир Рангелов (1920 - 2010), дългогодишен председател на Българска Шахматна Федерация, международен съдия по шахмат, председател на комитет по жилищно строителство на ООН, главен архитект на гр Пловдив